# Revista híbrida de acceso abierto
Para una cobertura más amplia de este tema, consulte Acceso abierto .
Una revista híbrida de acceso abierto es una revista de suscripción en la que algunos de los artículos son de acceso abierto. Este estado generalmente requiere el pago de una tarifa de publicación (también llamada cargo de procesamiento de artículos o APC) al editor para publicar un artículo de acceso abierto, además del pago continuo de suscripciones para acceder a todos los demás contenidos.

## Historia
El concepto fue propuesto en 1998 cuando Thomas Walker sugirió que los autores podrían adquirir visibilidad extra pagando un precio. La idea fue más tarde refinada por David Prosser en 2003.
Los editores que ofrecen una opción híbrida de acceso abierto a menudo utilizan diferentes nombres para la misma. El sitioSHERPA/RoMEO ofrece una lista de los editores y los nombres de sus opciones.
Las revistas híbridas de acceso abierto son de bajo riesgo para los editores, debido a que pueden todavía recibir ingresos por suscripciones, pero el alto precio de los APC híbridos ha llevado a una baja adopción de esta opción de acceso abierto. En 2014, se calculó que el APC promedio para las revistas híbridas era casi el doble que los APC de los editores de acceso abierto.

## Financiamiento
Algunas universidades, centros de investigación, fundaciones y agencias gubernamentales tienen fondos diseñados para pagar las tarifas de publicación (APC) de las revistas de acceso abierto. De estos, algunos pagarán tarifas de publicación de revistas híbridas de acceso abierto. Sin embargo, las políticas sobre dichos pagos difieren. El  Open Access Directory  proporciona una lista de fondos que admiten revistas de acceso abierto y proporciona información sobre qué fondos pagarán las tarifas de las revistas híbridas de acceso abierto. Un número considerable de fondos (40%) no reembolsará APC en revistas híbridas, incluidas la Universidad de Harvard, el CERN, Deutsche Forschungsgemeinschaft, la Universidad de Columbia y el Consejo de Investigación de Noruega. La Comisión Europea también ha anunciado que el noveno programa marco (Horizon Europe) no cubrirá el costo de los APC en revistas híbridas. Science Europe ha establecido una coalición de financiadores de investigación europeos (COOlition S) que han descartado explícitamente el reembolso de APC en revistas híbridas desde 2020 con el objetivo expreso de impulsar una transición más rápida hacia el acceso abierto completo.
Dado que una fuente de fondos para pagar los artículos de acceso abierto es el presupuesto de suscripción de la biblioteca, se ha propuesto que debe haber una disminución en el costo de la suscripción a la biblioteca para evitar que un artículo se pague dos veces - una vez a través de tarifas de suscripción, y nuevamente a través de un APC. Stephen Pinfield ha publicado un informe sobre el trabajo realizado por la Universidad de Nottingham desde 2006 para introducir y administrar un fondo institucional de acceso abierto en Learned Publishing . En este artículo, el autor comenta que: "A medida que los ingresos de los editores aumentaron de las tarifas de APC en el modelo híbrido, ha habido poca o ninguna disminución en la inflación de las suscripciones a revistas, y solo una pequeña minoría de editores todavía se han comprometido a ajustar sus precios de suscripción a medida que reciben niveles crecientes de ingresos de las opciones de AA".

## Ventajas y desventajas para el autor
Un autor que quiera publicar en un abrir-formato de acceso no está limitado al número relativamente pequeño de "completo" revistas de acceso abierto, pero también se puede elegir entre los disponibles híbrido de revistas de acceso abierto, que incluye las revistas publicadas por muchos de los más grandes editoriales académicas.
Sin embargo, el autor aún debe encontrar el dinero. Muchas agencias de financiación están listas para permitir que los autores utilicen fondos de subvenciones, o soliciten fondos suplementarios, para pagar las tarifas de publicación en revistas de acceso abierto. (Solo una minoría de revistas de acceso abierto cobra tales tarifas, pero casi todas las revistas híbridas de acceso abierto lo hacen. ) Hasta ahora, las agencias de financiación que están dispuestas a pagar estas tarifas no distinguen entre revistas de acceso abierto completas e híbridas. El 19 de octubre de 2009, una de esas agencias de financiación, Wellcome Trust, expresó su preocupación por el pago de tarifas híbridas de acceso abierto dos veces, a través de suscripciones y tarifas de publicación.
Si un autor no puede pagar las tarifas o decide no hacerlo, a menudo se reserva el derecho de compartir su trabajo en línea mediante el autoarchivo en un repositorio de acceso abierto . 

## Variaciones
La Sociedad Estadounidense de Biólogos de Plantas ha adoptado una política que los artículos aportados por los miembros de la sociedad a su revista, Plant Physiology, tendrán acceso abierto inmediatamente después de su publicación sin costo adicional. Los autores no miembros pueden recibir OA mediante el pago de U$S 1,000, pero dado que la membresía es de solo U$S 115 / año, se espera que esta iniciativa aumente la membresía. 
El acceso abierto parcial existe cuando solo los artículos de investigación están abiertos (como en BMJ), mientras los artículos en otras categorías tienen pagos. 